# Onciale 049
L'Onciale 049 (numerazione Gregory-Aland; von Soden: α 2), è un codice manoscritto onciale del Nuovo Testamento, in lingua greca, datato paleograficamente al IX secolo.

## Testo
Il codice è composto da 149 fogli di pergamena di 275 per 185 mm. Il testo è disposto su una colonna per pagina e 30 linee per colonna. Le lettere onciali sono grandi, con spirito aspro, spirito dolce e accenti.
Il codice contiene il testo quasi completo degli Atti degli apostoli, delle Lettere cattoliche, e delle Lettere di Paolo.

### Critica testuale
Il testo greco del codice è rappresentativo del tipo testuale bizantino. Kurt Aland lo collocò nella categoria V.

## Storia
Il codice è conservato alla Monastero della Grande Lavra (A' 88).